# Neoheterandria
Neoheterandria ist eine Gattung der Lebendgebärenden Zahnkarpfen (Poeciliinae). Die Fische kommen in Mittelamerika, in Flüssen und Bächen der dem Atlantik (bzw. Karibik) zugewandten Seite von Nicaragua, Costa Rica, Panama (auch pazifische Seite) und Kolumbien vor.

## Merkmale
Neoheterandria-Arten erreichen Längen zwischen 1,5 cm und 5 cm (Männchen), bzw. zwischen 2 cm und 6,5 cm (Weibchen). Es sind kleine, langgestreckte Fische von bräunlicher Färbung, oft mit dunklen Querbinden in der hinteren Körperhälfte. Makroskopische Merkmale, mit der die Gattung diagnostiziert werden kann, sind nicht vorhanden.

## Lebensweise
Neoheterandria-Arten leben sowohl in verkrauteten ruhig fließenden Gewässern des Flachlandes als auch in Gebirgsbächen. Sie ernähren sich von wirbellosen Tieren und pflanzlicher Kost. 

## Arten
Die Gattung Neoheterandria umfasst folgende drei Arten:
- Neoheterandria cana (Meek & Hildebrand, 1913)
- Neoheterandria elegans Henn, 1916
- Neoheterandria tridentiger (Garman, 1895)